# Championnat du Timor oriental de football 2019
Navigation
Saison précédente Saison 2021
La saison 2019 du Championnat du Timor oriental de football est la quatrième édition de la Primeira Divisaun, le championnat de première division au Timor oriental. La compétition se dispute sous la forme d'une poule unique où toutes les équipes se rencontrent à deux reprises. A l'issue de la saison, les deux derniers sont relégués et remplacés par les deux meilleures formations de Segunda Divisaun.
C'est le Lalenok United, l'un des deux clubs promus de Segunda Divisuan, qui remporte le championnat après avoir terminé en tête du classement final, avec cinq points d'avance sur le tenant du titre, Boavista FC et sept sur l'AS Ponta Leste. Il s’agit du tout premier titre de champion du Timor oriental de l'histoire du club, qui réalise même le doublé en s'imposant face à Sport Laulara e Benfica en finale de la Taça 12 de Novembro.
Lalenok United devient également le premier club du Timor oriental à participer à une compétition asiatique, la Coupe de l'AFC. 

## Les clubs participants
- Karketu Dili FC
- Sport Laulara e Benfica
- Boavista FC
- Atlético Ultramar
- CF Académica
- AS Ponta Leste
- Lalenok United - Promu de D2
- Assalam FC - Promu de D2

## Compétition
Le barème de points servant à établir le classement se décompose ainsi :
- Victoire : 3 points
- Match nul : 1 point
- Défaite : 0 point

### Classement
| Rang | Équipe                  | Pts | J  | G | N | P  | Bp | Bc | Diff |  | Résultats (▼ dom., ► ext.) | Lal | Boa | PLe | Kar | Ben | Ass | Aca | Ult |
| ---- | ----------------------- | --- | -- | - | - | -- | -- | -- | ---- |  | -------------------------- | --- | --- | --- | --- | --- | --- | --- | --- |
| 1    | Lalenok UnitedP C       | 30  | 14 | 9 | 3 | 2  | 35 | 15 | +20  |  | Lalenok UnitedP C          |     | 2-3 | 2-0 | 3-0 | 4-2 | 1-1 | 3-2 | 4-1 |
| 2    | Boavista FCT            | 25  | 14 | 7 | 4 | 3  | 28 | 22 | +6   |  | Boavista FCT               | 2-1 |     | 2-1 | 2-3 | 3-1 | 3-3 | 2-2 | 2-3 |
| 3    | AS Ponta Leste          | 23  | 14 | 7 | 2 | 5  | 22 | 18 | +4   |  | AS Ponta Leste             | 0-0 | 0-1 |     | 1-2 | 3-2 | 2-1 | 2-2 | 2-1 |
| 4    | Karketu Dili FC         | 20  | 14 | 6 | 2 | 6  | 24 | 27 | -3   |  | Karketu Dili FC            | 1-2 | 2-1 | 1-2 |     | 2-2 | 3-1 | 3-2 | 0-3 |
| 5    | Sport Laulara e Benfica | 19  | 14 | 5 | 4 | 5  | 30 | 27 | +3   |  | Sport Laulara e Benfica    | 0-0 | 3-3 | 1-0 | 2-3 |     | 3-4 | 2-1 | 3-1 |
| 6    | Assalam FCP             | 19  | 14 | 5 | 4 | 5  | 26 | 29 | -3   |  | Assalam FCP                | 0-4 | 1-1 | 1-3 | 2-2 | 1-3 |     | 2-1 | 5-1 |
| 7    | CF Académica            | 10  | 14 | 2 | 4 | 8  | 21 | 27 | -6   |  | CF Académica               | 2-5 | 0-2 | 1-2 | 1-0 | 1-1 | 0-1 |     | 5-1 |
| 8    | Atlético Ultramar       | 10  | 14 | 3 | 1 | 10 | 20 | 41 | -21  |  | Atlético Ultramar          | 1-4 | 0-1 | 1-4 | 3-2 | 1-5 | 2-3 | 1-1 |     |

|  | Qualification pour la Coupe de l'AFC 2020                                                 |
|  | Relégation en Segunda Divisuan                                                            |
|  | T : Tenant du titre P : Promu de Segunda Divisuan C : Vainqueur de la Taça 12 de Novembro |

## Bilan de la saison
| Championnat du Timor oriental de football 2019 |                            |
| Champion                                       | Lalenok United (1er titre) |
| Coupes et trophées                             |                            |
| Vainqueur de la Coupe du Timor oriental 2019   | Lalenok United             |
| Qualifications continentales                   |                            |
| Coupe de l'AFC 2020                            | Lalenok United             |
| Promotions et relégations                      |                            |
| Promus en Primeira Divisuan                    | FC Aitana                  |
| Promus en Primeira Divisuan                    | DIT FC                     |
| Relégués en Segunda Divisuan                   | CF Academica               |
| Relégués en Segunda Divisuan                   | Atlético Ultramar          |